# Alexandre Schaumasse

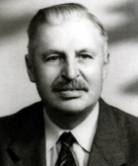
Alexandre Schaumasse

Alexandre Schaumasse (* 3. Mai 1882 in Saint-Quay-Portrieux; † 1958) war ein französischer Astronom.
Während des Ersten Weltkrieges (1914) wurde er schwer verwundet und verbrachte über ein Jahr im Spital.
Insgesamt entdeckte er drei Kometen: Den periodischen Kometen 24P/Schaumasse im Jahre 1911 und die nichtperiodischen Kometen C/1913 J1 (Schaumasse) (auch 113 II genannt) und C/1917 H1 (Schaumasse) (oder 1917 II).
Er entdeckte des Weiteren die zwei Asteroiden (971) Alsatia (am 23. November 1921) und (1114) Lorraine (am 17. November 1928). Ihm selbst ist der Asteroid (1797) Schaumasse gewidmet.